# Umberto Sclanizza
Umberto Sclanizza (26 febbraio 1893 – 14 dicembre 1951) è stato un attore italiano.

## Biografia
Umberto Sclanizza nasce in Friuli il 26 febbraio 1893. Di origini slovene e nobili, i suoi genitori si separarono quando era bambino, e suo padre Vittorio portò lui e la sorella Iole a Buenos Aires, dove Vittorio si mise in affari nell'enorme comunità italiana. Qui Umberto è stato attratto dal teatro e ha iniziato la formazione come attore. Nel 1915 l'Italia si unì alla parte alleata nella prima guerra mondiale e il “Comitato Italiano di Guerra” di Buenos Aires organizzò il passaggio per riportare i giovani italiani migranti nel loro paese natale per combattere. Umberto Sclanizza prestò servizio nell'esercito come cuoco in prima linea durante la guerra.
Decide di restare in Italia nel dopoguerra e inizia a lavorare nel teatro itinerante. Tramite la compagnia teatrale ha conosciuto e sposato Maria Papa, una attrice che proveniva da una famiglia calabrese impegnata nel teatro da molte generazioni.
La coppia ebbe tre figli: Scilla (1926-2006), Mario (1927-1993) e Iole (1928-2015); un quarto morì - insieme alla madre - durante il parto. Dopo la conquista italiana dell'Abissinia nel 1935-36, numerose compagnie teatrali, tra cui quella di Umberto Sclanizza, furono invitate a fare tournée nelle nuove colonie italiane dell'Africa orientale, con importanti sussidi governativi, con il pretesto di portare in Africa la cultura europea civilizzata.
All'avvicinarsi della seconda guerra mondiale, Umberto Sclanizza tentò di evacuare la sua famiglia; sua madre era andata a vivere in Egitto dopo il divorzio, dove si era risposata e aveva dato alla luce una figlia, Ida Ruffato, nel 1900. Ma mentre l'ambasciata britannica stava per rilasciare i visti per l'Egitto, l'Italia entrò in guerra a fianco di l'Asse.
I suoi film includevano: Un'avventura di Salvator Rosa (1940); Sei bambine e il Perseo (1940); Il re d'Inghilterra non paga (1941); Don Buonaparte (1941); Don Cesare di Bazan (1942) chiamato anche "La Lama del giustiziere." Umberto Sclanizza ha lavorato con i principali attori italiani (come Gino Cervi) e registi e produttori pionieri come Alessandro Blasetti, Flavio Calzavara e Giovacchino Forzano.
Nel 1943 l'Italia fu divisa dalla guerra civile. Il movimento cinematografico emerso dai disordini, caratterizzato dal neorealismo italiano, aveva poco bisogno di artisti classici come Umberto Sclanizza e Giovacchino Forzano, le cui carriere non si sono mai riprese dall'associazione con il periodo del ventennio fascista. Demoralizzato e colpito da cattive condizioni di salute, torna saltuariamente a lavorare in teatro prima di morire a Venezia il 14 dicembre 1951.
I figli di Umberto Sclanizza apparivano spesso in ruoli minori nei suoi film e in quelli dei suoi contemporanei.

## Filmografia
- Il grande silenzio, regia di Giovanni Zannini (1936)[6]
- Un'avventura di Salvator Rosa, regia di Alessandro Blasetti (1940)
- Sei bambine e il Perseo, regia di Giovacchino Forzano (1940)[4]
- Il re d'Inghilterra non paga, regia di Giovacchino Forzano (1941)[7]
- Don Buonaparte, regia di Flavio Calzavara (1941)[8]
- Don Cesare di Bazan, regia di Riccardo Freda (1942)[9]
- Calafuria, regia di Flavio Calzavara (1943)